# The D.O.C.
Трейси Линн Карри (англ. Tracy Lynn Curry; род. 10 июня 1968, Даллас, Техас), известный как The D.O.C. — американский хип-хоп исполнитель, композитор и продюсер. Входил в состав группы Fila Fresh Crew, и являлся автором многих песен группы N.W.A, а позже после автомобильной аварии, которая повредила его голосовые связки, помогал в написании текстов в Death Row Records.

## Карьера
Начинал музыкальную карьеру The D.O.C. в составе Fila Fresh Crew под псевдонимом Doc-T at the Time, с которой принял участие в записи первого альбома N.W.A — N.W.A. and the Posse (1987). Год спустя, поменяв псевдоним на «The D.O.C.», Трейси принял участие в записи первого альбома Eazy-E и второго N.W.A. В 1989 году при поддержке Dr. Dre, The D.O.C. записал свой первый альбом — No One Can Do It Better, который сразу же был признан классикой жанра.

## Инцидент
Спустя некоторое время после выпуска своего первого альбома Трейси повредил свои голосовые связки в автомобильной катастрофе, которая чуть не поставила «крест» на всей жизни музыканта. После этого The D.O.C. начал писать тексты песен для Dr. Dre, Snoop Dogg, MC Breed. Уйдя с Death Row Records в 1995 году из-за финансовых разногласий, The D.O.C. выпустил свои второй и третий альбомы в 1996 и 2003 гг., Helter Skelter и Deuce.

## Прочее
- Трек «It's Funky Enough» появился на знаменитых видеоиграх таких как «Grand Theft Auto: San Andreas», «True Crime: Streets of LA» и «Madden 2005». Так же, «Whirlwind Pyramid» появилась в видеоигре «Tony Hawk's Underground 2», и трек «The Formula» можно услышать в «True Crime: Streets of LA».
- Трек «Mind Blowin'» использовался в игре «NBA Live 2005».
- The D.O.C. принял участие в съемке клипа «That’s Gangsta» рэпера Shyne, в котором были использованы биты «It's Funky Enough».

## Дискография
- 1989: No One Can Do It Better
- 1996: Helter Skelter
- 2003: Deuce